# The Evil Within
The Evil Within, conosciuto in Giappone come PsychoBreak (サイコブレイク?, Saiko Bureiku), è un gioco survival horror sviluppato dallo studio giapponese Tango Gameworks, capitanato da Shinji Mikami, il creatore della saga videoludica Resident Evil, e pubblicato da Bethesda Softworks. Il gioco doveva essere commercializzato il 29 agosto 2014, tuttavia slittò al 21 ottobre, per poi essere nuovamente anticipato al 14 ottobre.

## Trama
Il protagonista del gioco è il detective di polizia Sebastian Castellanos, affiancato dai colleghi Julie Kidman e Joseph Oda. Mentre stanno investigando su un macabro omicidio di massa al Beacon Mental Hospital, il trio incontra una forza sovrannaturale e maligna. Dopo aver visto, tramite le telecamere di sorveglianza, il massacro di alcuni agenti di polizia da parte di un uomo incappucciato e coperto da una veste bianca, con segni di ustioni sulla pelle, Sebastian viene assalito e tramortito dallo stesso. Risvegliatosi, dopo esser riuscito a sfuggire a un Sadico, trova la città completamente devastata da forti terremoti. Sebastian e Kidman scappano su un'ambulanza insieme al dottor Marcelo Jimenez e il suo paziente Leslie Withers finendo però con lo schiantarsi. Il gruppo si divide e il nostro protagonista si ritrova ad affrontare diversi spiritati all'interno di un bosco. Successivamente Jimenez, con l'aiuto di Sebastian, riesce a ritrovare Leslie salvo per poi essere subito divisi da un'altra apparizione dell'uomo incappucciato: Ruvik. Ruvik è colui che è in grado di modellare e modificare l'ambiente e le persone, l'unica che non sembra risentire dalla sua influenza per motivi oscuri è Kidman. Sebastian rivive diversi ricordi in scenari differenti incontrando per un breve periodo anche i colleghi Kidman e Oda. In questi ricordi riesce a comprendere la storia di Ruvik: Ruben Victoriano (il suo vero nome) era figlio di una famiglia nobile ed era molto legato alla sorella Laura.
Un giorno mentre stavano giocando nel fienile di famiglia, dei contadini decisero di bruciarlo come atto di vendetta nei confronti dei genitori che avevano acquistato ampie porzioni di terreno sottraendole a loro. Laura muore mentre Ruben si salva riportando però numerose ustioni su tutto il corpo. I genitori decisero di nascondere il loro figlio sfigurato all'interno della loro villa. Questo episodio traumatizza profondamente Ruben che inizia a fare macabri esperimenti su animali e persone arrivando a uccidere i suoi genitori. Inoltre Ruben stringe un accordo con il dottor Jimenez del Beacon Mental Hospital: in cambio di soldi l'ospedale avrebbe continuato a fornirgli soggetti per i suoi esperimenti. Ruvik continua le sue ricerche sulla mente umana e quando è a un passo dal completare il progetto STEM, una macchina in grado di unire diverse menti in una sola, viene tradito dal dottor Jimenez che sembra lavorare per un'organizzazione segreta. Il cervello di Ruvik viene inserito all'interno di questa macchina creata da lui stesso e l'organizzazione inizia a rapire delle persone in giro per la città da collegare al macchinario. Si scopre quindi che Sebastian, i suoi colleghi, Jimenez e Leslie sono tutti collegati a questa macchina e si trovano nella mente di Ruvik.
Quando il Dr. Jimenez prova a usare Leslie, il quale era riuscito a scappare già una volta, per tornare nel mondo reale, capisce che Ruvik vuole trasferire la sua mente in Leslie per riuscire a fuggire dalla macchina. Il dottore rimane ucciso dall'attacco di Amalgama Alfa (una creatura creata dalla mente di Ruvik). Sebastian sconfigge il mostro e si mette alla ricerca di Leslie riuscendo a salvarlo da Kidman che era a conoscenza delle intenzioni di Ruvik e voleva fermarlo. Kidman sembra ferire a morte Oda (che era intervenuto per aiutare Sebastian) e Leslie scappa guidando Sebastian fino alla cima dell'ospedale dove vede il macchinario con all'interno anche una copia di se stesso. Leslie viene assorbito da Ruvik e subito il mondo piomba in un caos totale e il nostro protagonista si ritrova ad affrontare una gigantesca creatura creata dal subconscio di Ruvik. Dopo averla sconfitta Sebastian si risveglia nella vasca della macchina STEM e distruggendo il cervello di Ruvik riesce a rompere il legame e ad uscire dalla sua mente.
Si risveglia nuovamente, ma stavolta nel mondo reale dove vede Kidman e diverse persone dell'organizzazione segreta lavorare sul macchinario. Kidman fa segno a Sebastian di non muoversi e dice agli altri che nessuno di loro ce la potrà fare. Sebastian piomba nuovamente nel sonno e risvegliatosi esce dalla sua vasca e nota che gli altri sono morti all'interno delle loro vasche a parte quella di Leslie che è vuota (non si vede la vasca di Oda, quindi non si può dire se è riuscito a salvarsi oppure no). Uscendo dall'ospedale il detective trova un gran numero di poliziotti e in lontananza vede Leslie di spalle uscire dal cancello. Sebastian ha un forte mal di testa (segno che Ruvik riesce comunque a esercitare una certa influenza su di lui anche senza lo STEM) che gli fa perdere il contatto visivo con la figura di Leslie. Questo ci fa capire che Ruvik è riuscito a tornare nel mondo reale prendendo il controllo del corpo di Leslie e ora ha intenzione di vendicarsi dell'organizzazione che lo usò e poi lo tradì.

## DLC

### The Assignment
Primo DLC dedicato al gioco e che ha come protagonista Juli Kidman, molto importante dal punto di vista della trama in quanto ci mostra diversi retroscena riguardanti la donna e la misteriosa organizzazione che si nasconde dietro al progetto STEM.
Trama
Il capo dell'organizzazione segreta denominata Mobius di cui non si sa praticamente nulla (viene sempre mostrato di spalle o in penombra) ingaggia l'agente Juli Kidman per entrare all'interno dello STEM con lo scopo di recuperare il paziente Leslie ritenuto fondamentale per progredire nelle ricerche; inoltre il capo specifica a Juli che i suoi compagni (Castellanos e Oda) sono sacrificabili nel caso interferissero nella missione. Juli accetta l'incarico e si ritrova all'interno della macchina venendo quindi a contatto con diversi spiritati e altri tipi di mostri creati dalla mente di Ruvik. A un certo punto Kidman si scontra con Oda nel momento in cui la mente di quest'ultimo è sotto il controllo di Ruvik e che sa del doppio gioco che sta facendo Kidman. La protagonista riesce ad atterrarlo e continua la ricerca di Leslie fino a quando non lo trova nei pressi della chiesa (la stessa trovata con Sebastian). Entrati all'interno dell'edificio fa la sua comparsa Ruvik che spiega a Juli come la sua mente sia direttamente collegata a quella di Leslie, quindi nel caso quest'ultimo riuscisse a uscire anche lui sarebbe libero. Leslie prima attacca Juli e poi svanisce insieme a Ruvik. Juli capisce il pericolo che sta correndo il mondo esterno ed è intenzionata a fermare Leslie, ma proprio in quel momento compare il capo che le ricorda la sua missione. Però lei, rifiutatasi apertamente di portarla avanti, viene attaccata e dopo essere riuscita a sfuggirgli si rimette sulle tracce di Leslie…
Gameplay
Il gioco ha una longevità di circa 2 ore e ha un gameplay ancora più stealth e inoltre apporta alcune novità rispetto alla storia principale: si può usare la torcia per far comparire porte all'interno di muri con il simbolo della Mobius. Inoltre Juli può attirare i nemici mettendosi a parlare.

### The Consequence
Il secondo DLC del gioco.
Trama
Dopo che Juli Kidman è riuscita a scappare dal capo dell'organizzazione Mobius, deve portare a termine ciò che ha cominciato, cioè la ricerca di Leslie. Nel primo capitolo le certezze della poliziotta hanno cominciato a vacillare e dopo essersi rifiutata di portare avanti la missione, si isola progressivamente. Proseguendo, Juli capisce tutta la verità riguardo a Ruvik e al suo legame con Leslie, e del suo piano di entrare nel suo corpo per ritornare nel mondo reale; scopre anche che il capo della Mobius vuole usare lo STEM per modellare la mente delle persone attraverso la paura, rendendo il mondo totalmente succube a lui. Constatato che abbia scoperto la verità, l'uomo cerca di uccidere Juli, ma la donna riesce a resistergli e a finirlo con un colpo di pistola alla testa. Risvegliatasi nel mondo reale, Juli scopre che ci sono delle persone della Mobius insieme a lei che prendono in custodia Leslie, e che ha anche una ferita sulla mano sinistra simile al loro simbolo. Prima di raccontare quanto è successo all'interno dello STEM, Juli imposta la sequenza per risvegliare Sebastian dal suo sonno.
Gameplay
Simile a quello del primo, ha una longevità di circa 3 ore, però presenta alcune differenze: si è dotati di armi da fuoco e proiettili e si può usare lo stick, un tipo di torcia luminosa di colore verde.

### The Executioner
Terzo DLC dove il giocatore veste i panni del Custode.
Trama
Dopo il risveglio di Sebastian e la fuga di Ruvik nel corpo di Leslie, un uomo viene convinto dalla Mobius ad entrare nello STEM per poter salvare sua figlia, la quale rischia di dimenticare ogni ricordo della sua vita e di diventare uno dei tanti mostri all'interno della macchina. Inoltre, lo STEM influenza o in modo fisico oppure psichico le persone che vi entrano, e l'uomo si ritrova trasformato nel Custode. La sua missione è uccidere alcuni soggetti che, abbandonandosi ai loro impulsi o cedendo a essi, sono diventati dei mostri e stanno danneggiando la memoria della ragazza. Forte delle sue nuove abilità, l'uomo sconfigge in successione un Sadico, Zhen, Joseph Oda, un Sadico con lanciarazzi e un Amalgama Alfa. Quando finalmente ritrova sua figlia, la vede portarla via dal Custode Oscuro, la sua rappresentazione oscura. La Mobius lo informa che sconfiggendolo potrà liberare sua figlia, ma ciò comporterà anche la sua morte. L'uomo, con tutto il coraggio che ha, affronta la sua controparte oscura finché entrambi non muoiono. La scena finale mostra la figlia risvegliata accanto al corpo del padre ormai deceduto. Tuttavia, un appunto della Mobius afferma che la coscienza dell'uomo è ancora presente all'interno dello STEM.

## Personaggi
- Sebastian Castellanos: 38 anni. Un abile detective, sebbene brusco con la gente. Spesso agisce prima di riflettere, mettendo gli altri nei guai. Joseph è l'unico collega che è riuscito a reggere a lungo al suo fianco. Doppiato da Ruggero Andreozzi.
- Juli Kidman: 27 anni. Kidman attribuisce scarsa importanza al suo passato. Le interessa solo il presente e le conseguenze di suoi eventuali errori. Doppiata da Elena Gianni.
- Joseph Oda: 33 anni. Joseph segue sempre le regole ed è un detective affidabile e competente. È indulgente con gli altri, ma severo con se stesso. Quando si mette in testa qualcosa, la porta a termine. Estremamente determinato, la sua perseveranza gli porta molti guai, ma non molla mai. Doppiato da Federico Zanandrea.
- Tatiana Gutierrez: 38 anni. Tatiana è una delle infermiere del reparto di internamento del Beacon Mental Hospital. Avendo assistito a scene che nessuno dovrebbe mai vedere, è ormai apatica, se non peggio. Doppiata da Patrizia Mottola.
- Leslie Withers: 25 anni. Leslie ha sempre compensato la sua difficoltà nel comunicare emulando inconsapevolmente i pensieri altrui. Questa è la caratteristica che Ruvik cercava per procedere sugli esperimenti di coscienza assimilata. Doppiato da Stefano Pozzi.
- Marcelo Jimenez: 50 anni. Marcelo è un medico che conduceva esperimenti clandestini sui pazienti del Beacon Mental Hospital, in combutta con un'organizzazione straniera. L'organizzazione stessa lo aveva messo a capo dell'ospedale, ma alla fine il dottore è scomparso in circostanze misteriose. Doppiato da Marco Balbi.
- Laura Victoriano: 17 anni. la bella e generosa sorella di Ruvik, l'unica che lo capisse davvero. Da viva amava vestirsi di rosso. Doppiata da Alice Bongiorni.
- Ruvik: 37 anni. Tagliato fuori dal mondo esterno, Ruvik ha continuato le sue ricerche da solo fino a quando un giorno è scoppiato un incendio nel suo laboratorio sotterraneo. Il suo corpo non è stato ritrovato fra le rovine fumanti della (un tempo lussuosa) dimora di famiglia. Doppiato da Dimitri Winter.

### Nemici
- Spiritati: i nemici che si incontrano con maggiore frequenza all'interno del gioco. Sono persone, la cui mente si è collegata al sistema STEM e poi sincronizzata con quella di Ruvik ,venendone distorta, diventando la rappresentazione della sua rabbia e risentimento. Anche se appaiono selvaggi e brutali, sanno ancora utilizzare svariate armi (questo perché in loro rimane un barlume di coscienza). Cercano di divorare i cervelli di chi è ancora vivo nel tentativo di recuperare i ricordi perduti. Alcuni di loro presentano delle maschere di porcellana che li rendono resistenti ai colpi alla testa.
- Alter Ego: risultato della connessione di un soggetto mentalmente dissociato con il sistema STEM. La personalità dominante e quella succube si sono fuse in una creatura a due teste. Attacca con la seconda testa, dotata di denti acuminati, ma può anche usare un tentacolo che gli esce dal petto.
- Sadico: creatura nata dall'incontro fra la mente di un assassino e la follia di Ruvik. Egli ha ceduto alla furia e si è trasformato nella personificazione della violenza. Ha una maglietta sporca, una maschera spillata sulla testa e porta con sé una motosega.
- Sadico con lanciarazzi: simile al Sadico, con la differenza che si tratta di un ex-soldato la cui esperienza lo ha segnato profondamente. Utilizza oltre alla motosega anche un lanciarazzi.
- Zehn e Neun: gemelli orfani, sono stati cresciuti in un laboratorio sotto il cimitero. Zehn è il meno coraggioso dei due, spesso aggredisce con violenza gli sconosciuti e per questo viene sempre tenuto in catene. Neun è sempre inquieto ed è così facile all'ira che è stato necessario fargli indossare una maschera che gli coprisse occhi e orecchie.
- Custode: creatura frutto del ricordo della cassaforte di Ruvik dove teneva nascoste le sue ricerche e della sua rabbia sfrenata dopo aver scoperto che erano state rubate. È simile a un macellaio ma la testa è rinchiusa in una cassaforte, la quale simboleggia le atrocità del passato di Ruvik che sta cercando di tenere nascoste, e porta un martello batticarne puntellato nella mano sinistra e un sacco in quella destra; può inoltre posizionare delle trappole con filo spinato. Ha la particolarità di risorgere nella cassaforte più vicina. Chiunque si avvicini alla cassaforte viene ucciso e la sua testa mozzata finisce nel sacco con le altre.
- Custode Oscuro: controparte oscura del Custode e antagonista finale nel DLC The Executioner. Simile al Custode ma più scuro ed è armato solamente di una lunga spada. Rappresenta l'oscurità dell'uomo che impersona il Custode.
- Trauma: creatura nata dalla concezione di Ruvik di morte e rinascita, basata sul rifiuto della religione che suo padre aveva inculcato in lui fin dall'infanzia. È un essere umanoide cieco dotato di un guanto artigliato.
- Sentinella: guardiano della chiesa, cresciuto in un laboratorio sotto il cimitero, ha l'aspetto di un enorme cane orribilmente deformato con molteplici occhi e una seconda bocca sul collo. È stato nutrito di vittime sacrificali e ha fame di carne umana.
- Laura: creatura nata dal ricordo della tragica morte di Laura e dalla sete di vendetta di Ruvik. Questo mostro è una sorta di donna dai lunghi e lisci capelli neri che ne nascondono il volto, ed è dotata di sei arti terminanti con mani artigliate. È immune alle pallottole, ma è vulnerabile alle fiamme vive, un riferimento alla sua tragica morte. Ha la particolarità di comparire dal cadavere più vicino.
- Doppelganger: Spiritato che ha una maggiore connessione con Ruvik facendolo diventare un suo clone ma senza alcuna caratteristica facciale, ed è più debole della sua vera controparte. Rappresenta l'inizio della discesa nella follia di Ruvik.
- Mimesi: creatura generata dal desiderio di Ruvik di essere invisibile. Cambia colore per mimetizzarsi con l'ambiente e usa i suoi tentacoli per intrappolare gli incauti e farli a pezzi.
- Shigyo: mostro acquatico nato dopo l'annegamento di un soggetto durante un esperimento, quando la sua coscienza si è persa nella mente di Ruvik. Si annida negli abissi torbidi e tenta di trascinare in acqua chiunque gli passi accanto.
- Amalgama Alfa: stato finale della coscienza dei soggetti morti durante la connessione al sistema STEM, il tutto fuso in un'unica forma orrenda. Attacca qualsiasi cosa si muova e che tenti di sottrarsi a morte certa.
- Eresia: un mostro con enormi zampe da insetto. Questa creatura è un soggetto di esperimenti che ha perso la sua identità in connessione con il sistema STEM e che da allora, furioso, divora la coscienza di chiunque incontri.
- Cadavere: Spiritati morti rianimati da Ombra. Camminano in posizione quadrupede al contrario, con le costole che escono dal torace e ricoperti da vari bulbi. Possono farsi esplodere per danneggiare Juli, ma sono ciechi quindi si possono aggirare facilmente.
- Ombra: antagonista principale secondario dei primi DLC, è una creatura umanoide simile a una donna rivestita con un vestito insanguinato e un faro al posto della testa, con il quale può individuare le prede e rianimare gli Spiritati morti in Cadaveri. Quando raggiunge un bersaglio lo uccide con un'enorme bocca presente sul corpo. Sembra essere una manifestazione fisica di Juli stessa in quanto la si sente sempre alla ricerca di Leslie, ed è un riferimento all'unico ricordo che Juli abbia del suo villaggio: una statua illuminata da quattro fari. In The Assignment ha lo scopo di catturare Leslie per conto di Ruvik, mentre in The Consequence di uccidere Juli.
- Amalgama: una creatura che fonde la rabbia e il furore delle vittime delle ricerche di Ruvik con la sua follia. Cresce di dimensioni assorbendo la paura e l'odio intorno a sé. Nel corpo della creatura Ruvik è vulnerabile solo quando si apre la sua testa, esponendo il nucleo.
- Amministratore: capo della Mobius, nello STEM è in realtà una sua manifestazione dai ricordi di Ruvik il quale lo userà per rivelare a Juli le vere intenzioni della società per cui lavora. Assomiglia a un'ombra e nella parte finale cercherà di afferrare Julie con i suoi artigli. È l'antagonista principale nei DLC The assignment e The Consequence. Doppiato da Natale Ciravolo

## Modalità di gioco
Il gioco è suddiviso in capitoli da completare per proseguire la storia. Si gioca con una visuale in terza persona e per sopravvivere bisogna setacciare in modo accurato lo scenario alla ricerca di oggetti. Capire quando bisogna passare in modo inosservato e quando è necessario combattere rappresenta un fattore molto importante per giungere al finale. Si possono trovare diversi tipi di trappole come lance, trappole per orsi, esplosivi e simili, le quali causeranno nella maggior parte dei casi la morte del nostro personaggio soprattutto se si gioca a difficoltà medio-alte. Queste trappole si possono disattivare avvicinandosi e tenendo premuto un determinato tasto, in questo modo oltre a disinnescarla si otterrà anche un pezzo meccanico.
Il mondo di gioco si può trasformare a causa di eventi scriptati che causano un'alterazione dell'ambiente o trasportano il giocatore in nuove aree. Sebastian può fare uso di speciali siringhe per recuperare una parte di salute o kit di pronto soccorso in grado di ristabilire tutta la salute causando però degli effetti allucinogeni per un breve periodo (la visuale è sfocata e i movimenti di Sebastian sono più lenti). Collezionando il “gel verde”, nascosto nelle aree di gioco oppure nel punto in cui è stato sconfitto un nemico, il giocatore può potenziare Castellanos aumentandogli la resistenza, la salute, la quantità di munizioni trasportabili, il danno delle armi e altro ancora.
I giocatori possono andare in una zona sicura (un ospedale psichiatrico) trovando degli specchi. Qui si può salvare la partita, potenziare Sebastian e aprire le casseforti con le chiavi sparse nei livelli per ottenere munizioni o gel verde. Le chiavi si possono ottenere rompendo delle statuette oppure aprendo una piccola scatola.

## Sviluppo
Il gioco è stato rivelato nel mese di aprile 2012 sotto il titolo provvisorio Project Zwei, con Shinji Mikami  come ruolo di regista. Il 15 aprile 2013, e nei giorni seguenti, Bethesda Softworks ha mostrato una serie di brevi video criptici, sulla nota piattaforma Vine, iniziando una sorta di campagna virale, seguita da un primo trailer girato in live action,  annunciando così ufficialmente che il nome del gioco era The Evil Within  il 19 aprile 2013, una volta rivelato il titolo sono state svelate le piattaforme sulle quali sarà pubblicato. È stato mostrato anche un secondo trailer verso il 17 settembre 2013,  e un video di gameplay esteso è stato rivelato il 27 settembre 2013.  Poco tempo prima dell'uscita del gioco vennero divulgati i dati di installazione richiesti da The Evil Within: 40 gigabyte per PC, PlayStation 4 ed Xbox One; mentre 7 gigabyte per PlayStation 3 ed Xbox 360.

## Riferimenti ad altre opere
Nel gioco appaiono alcuni nemici ispirati a quelli presenti in Resident Evil 4 come omaggio a Shinji Mikami.
- Gli Spiritati sono simili ai Ganados. Tra l'altro nella prima scena in cui compare, presente nelle fasi iniziali del gioco, si può facilmente notare una citazione alla scena più famosa di Resident Evil, ovvero quella a inizio gioco quando incontriamo il primo zombie intento a mangiare un cadavere, dove viene inquadrata la testa del cadavere che cade a terra e lo zombie che si volta.
- L'Alter Ego è simile all'ultimo concept art della Donna Parassita, nemico cancellato di Resident Evil 4; inoltre, il tentacolo che esce dal petto è un riferimento al parassita Las Plagas.
- Trauma è ispirato al Garrador.
- Mimesi è ispirato al Novistador: entrambi sanno rendersi invisibili e hanno arti lunghi.
- Amalgama Alfa sembra essere ispirato a U-3.

Il Custode è ispirato a Pyramid Head, personaggio noto nella serie di Silent Hill; inoltre lo scontro finale contro di lui è un omaggio allo stesso evento di Silent Hill 2, in cui si affrontano due Custodi.
Dopo essere stati tramortiti e appesi si può notare una vittima con addosso una maschera ispirata alla celebre saga di Saw l'enigmista.
In alcune fasi di gioco (ma anche nelle fasi di caricamento) si possono notare alcuni poster di film fasulli, potrebbero però essere delle citazioni ad alcuni film veri: per esempio, il poster "Serbian Psycho" è un palese riferimento al capolavoro Hitchcockiano Psyco e al film underground A Serbian Film; il poster "White Fog" potrebbe essere un riferimento al film di Carpenter del 1980, appunto, Fog

## Censure e classificazioni d'età
Il general manager Tetsu Takahashi di Zenimax Asia rivelò che la versione giapponese di The Evil Within avrebbe subito dei tagli nelle scene più cruente, in modo da poter ottenere un rating CERO D (più adatto ai ragazzi di fascia di età da 17 anni in su). La decisione è stata presa per via del fatto che avere un rating CERO Z (da 18 anni in su) potrebbe limitare le vendite, e ogni possibilità di promozione nella stessa terra del Sol Levante. In seguito è stato spiegato che è possibile la pubblicazione di un DLC denominato Gore Mode che potrebbe sbloccare tutti i contenuti destinati alla versione occidentale del gioco. Negli Stati Uniti, invece, il gioco non è stato censurato ma classificato dall'Entertainment Software Rating Board (ESRB) come "Mature 17+", adatto quindi a un pubblico praticamente adulto.